# Đội tuyển bóng đá quốc gia Venezuela
Đội tuyển bóng đá quốc gia Venezuela (tiếng Tây Ban Nha: Selección de fútbol de Venezuela) là đội tuyển cấp quốc gia của Venezuela do Liên đoàn bóng đá Venezuela quản lý.

## Thành tích quốc tế

### Giải bóng đá vô địch thế giới
- 1930 đến 1954 - Không tham dự
- 1958 - Bỏ cuộc
- 1962 - Không tham dự
- 1966 - Không vượt qua vòng loại
- 1970 - Không vượt qua vòng loại
- 1974 - Bỏ cuộc
- 1978 đến 2022 - Không vượt qua vòng loại

### Cúp bóng đá Nam Mỹ
| Năm       | Thành tích    | Thứ hạng      | Pld           | W             | D             | L             | GF            | GA            |
| --------- | ------------- | ------------- | ------------- | ------------- | ------------- | ------------- | ------------- | ------------- |
| 1916-63   | Không tham dự | Không tham dự | Không tham dự | Không tham dự | Không tham dự | Không tham dự | Không tham dự | Không tham dự |
| 1967      | Hạng năm      | 5th           | 5             | 1             | 0             | 4             | 7             | 16            |
| 1975      | Vòng bảng     | 10th          | 4             | 0             | 0             | 4             | 1             | 26            |
| 1979      | Vòng bảng     | 10th          | 4             | 0             | 2             | 2             | 1             | 12            |
| 1983      | Vòng bảng     | 10th          | 4             | 0             | 1             | 3             | 1             | 10            |
| 1987      | Vòng bảng     | 10th          | 2             | 0             | 0             | 2             | 1             | 8             |
| 1989      | Vòng bảng     | 10th          | 4             | 0             | 1             | 3             | 4             | 11            |
| 1991      | Vòng bảng     | 10th          | 4             | 0             | 0             | 4             | 1             | 15            |
| 1993      | Vòng bảng     | 11th          | 3             | 0             | 2             | 1             | 6             | 11            |
| 1995      | Vòng bảng     | 12th          | 3             | 0             | 0             | 3             | 4             | 10            |
| 1997      | Vòng bảng     | 12th          | 3             | 0             | 0             | 3             | 0             | 5             |
| 1999      | Vòng bảng     | 12th          | 3             | 0             | 0             | 3             | 1             | 13            |
| 2001      | Vòng bảng     | 12th          | 3             | 0             | 0             | 3             | 0             | 7             |
| 2004      | Vòng bảng     | 11th          | 3             | 0             | 1             | 2             | 2             | 5             |
| 2007      | Tứ kết        | 6th           | 4             | 1             | 2             | 1             | 5             | 6             |
| 2011      | Hạng tư       | 4th           | 6             | 2             | 3             | 1             | 7             | 8             |
| 2015      | Vòng bảng     | 9th           | 3             | 1             | 0             | 2             | 2             | 3             |
| 2016      | Tứ kết        | 6th           | 4             | 2             | 1             | 1             | 4             | 5             |
| 2019      | Tứ kết        | 7th           | 4             | 1             | 2             | 1             | 3             | 3             |
| 2021      | Vòng bảng     | 9th           | 4             | 0             | 2             | 2             | 2             | 6             |
| 2024      | Tứ kết        |               | 4             | 3             | 1             | 0             | 7             | 2             |
| Tổng cộng | 1 lần hạng tư | 20/48         | 74            | 11            | 18            | 45            | 59            | 182           |

### Thế vận hội
- (Nội dung thi đấu dành cho cấp đội tuyển quốc gia cho đến kỳ Đại hội năm 1988)

| Năm       | Thành tích               | Thứ hạng                 | Pld                      | W                        | D                        | L                        | GF                       | GA                       |
| --------- | ------------------------ | ------------------------ | ------------------------ | ------------------------ | ------------------------ | ------------------------ | ------------------------ | ------------------------ |
| 1900-1956 | Không tham dự            | Không tham dự            | Không tham dự            | Không tham dự            | Không tham dự            | Không tham dự            | Không tham dự            | Không tham dự            |
| 1960-1976 | Không vượt qua vòng loại | Không vượt qua vòng loại | Không vượt qua vòng loại | Không vượt qua vòng loại | Không vượt qua vòng loại | Không vượt qua vòng loại | Không vượt qua vòng loại | Không vượt qua vòng loại |
| 1980      | Vòng bảng                | 12th                     | 3                        | 1                        | 0                        | 2                        | 3                        | 7                        |
| 1984-1988 | Không vượt qua vòng loại | Không vượt qua vòng loại | Không vượt qua vòng loại | Không vượt qua vòng loại | Không vượt qua vòng loại | Không vượt qua vòng loại | Không vượt qua vòng loại | Không vượt qua vòng loại |
| Tổng cộng | 1 lần vòng bảng          | 1/19                     | 3                        | 1                        | 0                        | 2                        | 3                        | 7                        |

### Đại hội Thể thao liên Mỹ
- (Nội dung thi đấu dành cho cấp đội tuyển quốc gia cho đến kỳ Đại hội năm 1995)

| Năm       | Thành tích               | Thứ hạng                 | Pld                      | W                        | D                        | L                        | GF                       | GA                       |
| --------- | ------------------------ | ------------------------ | ------------------------ | ------------------------ | ------------------------ | ------------------------ | ------------------------ | ------------------------ |
| 1951      | Hạng tư                  | 4th                      | 4                        | 1                        | 0                        | 3                        | 5                        | 14                       |
| 1955      | Hạng tư                  | 4th                      | 6                        | 1                        | 2                        | 3                        | 9                        | 20                       |
| 1959-1979 | Không tham dự            | Không tham dự            | Không tham dự            | Không tham dự            | Không tham dự            | Không tham dự            | Không tham dự            | Không tham dự            |
| 1983      | Vòng bảng                | 7th                      | 2                        | 1                        | 0                        | 1                        | 3                        | 3                        |
| 1987-1995 | Không vượt qua vòng loại | Không vượt qua vòng loại | Không vượt qua vòng loại | Không vượt qua vòng loại | Không vượt qua vòng loại | Không vượt qua vòng loại | Không vượt qua vòng loại | Không vượt qua vòng loại |
| Tổng cộng | 2 lần hạng tư            | 3/12                     | 12                       | 3                        | 2                        | 7                        | 17                       | 37                       |

## Cầu thủ

### Đội hình hiện tại
Đây là đội hình đã hoàn thành Copa América 2024.

Số liệu thống kê tính đến ngày 5 tháng 7 năm 2024 sau trận gặp Canada
| Số | VT | Cầu thủ                   | Ngày sinh (tuổi)  | Trận | Bàn | Câu lạc bộ           |
| -- | -- | ------------------------- | ----------------- | ---- | --- | -------------------- |
| 1  | TM | Joel Graterol             | 13 tháng 2, 1997  | 12   | 0   | América de Cali      |
| 12 | TM | José Contreras            | 20 tháng 10, 1994 | 6    | 0   | Águilas Doradas      |
| 22 | TM | Rafael Romo               | 25 tháng 2, 1990  | 24   | 0   | Universidad Católica |
|    |    |                           |                   |      |     |                      |
| 2  | HV | Nahuel Ferraresi          | 19 tháng 11, 1998 | 28   | 1   | São Paulo            |
| 3  | HV | Yordan Osorio             | 10 tháng 5, 1994  | 33   | 0   | Parma                |
| 4  | HV | Jon Aramburu              | 23 tháng 7, 2002  | 6    | 0   | Real Sociedad        |
| 5  | HV | Jhon Chancellor           | 2 tháng 1, 1992   | 37   | 3   | Metropolitanos       |
| 14 | HV | Christian Makoun          | 5 tháng 3, 2000   | 11   | 0   | Anorthosis Famagusta |
| 15 | HV | Miguel Navarro            | 26 tháng 1, 1999  | 14   | 0   | Talleres             |
| 20 | HV | Wilker Ángel              | 18 tháng 3, 1993  | 39   | 2   | Criciúma             |
| 21 | HV | Alexander González        | 13 tháng 11, 1992 | 70   | 2   | Emelec               |
|    |    |                           |                   |      |     |                      |
| 6  | TV | Yangel Herrera            | 7 tháng 1, 1998   | 38   | 3   | Girona               |
| 7  | TV | Jefferson Savarino        | 11 tháng 11, 1996 | 41   | 3   | Botafogo             |
| 8  | TV | Tomás Rincón (đội trưởng) | 13 tháng 1, 1988  | 135  | 1   | Santos               |
| 10 | TV | Yeferson Soteldo          | 30 tháng 6, 1997  | 42   | 4   | Grêmio               |
| 11 | TV | Darwin Machís             | 7 tháng 2, 1993   | 47   | 11  | Cádiz                |
| 13 | TV | José Martínez             | 7 tháng 9, 1994   | 32   | 0   | Philadelphia Union   |
| 18 | TV | Cristian Cásseres         | 20 tháng 1, 2000  | 31   | 0   | Toulouse             |
| 16 | TV | Telasco Segovia           | 2 tháng 4, 2003   | 3    | 0   | Casa Pia             |
| 17 | TV | Matías Lacava             | 24 tháng 10, 2002 | 1    | 0   | Vizela               |
| 25 | TV | Eduard Bello              | 20 tháng 8, 1995  | 18   | 4   | Mazatlán             |
| 26 | TV | Daniel Pereira            | 14 tháng 7, 2000  | 4    | 0   | Austin FC            |
|    |    |                           |                   |      |     |                      |
| 9  | TĐ | Jhonder Cádiz             | 29 tháng 7, 1995  | 10   | 1   | Famalicão            |
| 19 | TĐ | Eric Ramírez              | 20 tháng 11, 1998 | 10   | 1   | Atlético Nacional    |
| 23 | TĐ | Salomón Rondón (đội phó)  | 16 tháng 9, 1989  | 108  | 44  | Pachuca              |
| 24 | TĐ | Kervin Andrade            | 13 tháng 4, 2005  | 1    | 0   | Fortaleza            |

### Triệu tập gần đây
| Vt | Cầu thủ                     | Ngày sinh (tuổi)  | Số trận | Bt | Câu lạc bộ            | Lần cuối triệu tập                     |
| -- | --------------------------- | ----------------- | ------- | -- | --------------------- | -------------------------------------- |
| TM | Wuilker Fariñez             | 15 tháng 2, 1998  | 40      | 0  | Caracas               | 2024 Copa América PRE                  |
| TM | Alejandro Araque            | 14 tháng 9, 1995  | 0       | 0  | Deportivo Táchira     | Training module, 31 July–2 August 2023 |
| TM | Luis Romero                 | 16 tháng 11, 1990 | 0       | 0  | Puerto Cabello        | Training module, 31 July–2 August 2023 |
|    |                             |                   |         |    |                       |                                        |
| HV | Roberto Rosales (đội phó 3) | 20 tháng 11, 1988 | 95      | 1  | Sport Recife          | 2024 Copa América PRE                  |
| HV | Delvin Alonzo               | 21 tháng 3, 2003  | 0       | 0  | Millonarios           | 2024 Copa América PRE                  |
| HV | Diego Luna                  | 4 tháng 4, 2004   | 0       | 0  | Baltika Kaliningrad   | 2024 Copa América PRE                  |
| HV | Teo Quintero                | 2 tháng 3, 1999   | 0       | 0  | Deinze                | 2024 Copa América PRE                  |
| HV | Renne Rivas                 | 21 tháng 3, 2003  | 0       | 0  | Caracas               | 2024 Copa América PRE                  |
| HV | Luis Mago                   | 15 tháng 9, 1994  | 19      | 2  | Al-Najma              | v. Perú, 21 November 2023              |
| HV | Mikel Villanueva            | 14 tháng 4, 1993  | 31      | 2  | Vitória Guimarães     | v. Paraguay, 12 September 2023         |
| HV | Jefre Vargas                | 12 tháng 1, 1995  | 3       | 0  | Deportivo Táchira     | Training module, 31 July–2 August 2023 |
| HV | Eduardo Fereira             | 20 tháng 9, 2000  | 0       | 0  | Puerto Cabello        | Training module, 31 July–2 August 2023 |
| HV | Anthony Graterol            | 27 tháng 2, 1995  | 0       | 0  | Metropolitanos        | Training module, 31 July–2 August 2023 |
| HV | Yanniel Hernández           | 10 tháng 6, 1997  | 0       | 0  | Deportivo Táchira     | Training module, 31 July–2 August 2023 |
| HV | Steven Pabón                | 25 tháng 7, 2001  | 0       | 0  | Metropolitanos        | Training module, 31 July–2 August 2023 |
| HV | Jesús Paz                   | 13 tháng 5, 2001  | 0       | 0  | Chrobry Głogów        | Training module, 31 July–2 August 2023 |
| HV | Edwin Peraza                | 11 tháng 3, 1993  | 0       | 0  | Puerto Cabello        | Training module, 31 July–2 August 2023 |
| HV | Rubén Ramírez               | 18 tháng 10, 1995 | 0       | 0  | Cusco FC              | Training module, 31 July–2 August 2023 |
| HV | Rafael Uzcátegui            | 4 tháng 10, 2004  | 0       | 0  | Boyacá Chicó          | Training module, 31 July–2 August 2023 |
|    |                             |                   |         |    |                       |                                        |
| TV | Rómulo Otero                | 9 tháng 11, 1992  | 51      | 6  | Santos                | 2024 Copa América PRE                  |
| TV | Júnior Moreno               | 20 tháng 7, 1993  | 41      | 1  | Al-Hazem              | 2024 Copa América PRE                  |
| TV | Edson Castillo              | 18 tháng 5, 1994  | 9       | 1  | Kaizer Chiefs         | 2024 Copa América PRE                  |
| TV | Jesús Bueno                 | 15 tháng 4, 1999  | 0       | 0  | Philadelphia Union    | 2024 Copa América PRE                  |
| TV | Bryant Ortega               | 28 tháng 2, 2003  | 0       | 0  | Caracas               | 2024 Copa América PRE                  |
| TĐ | Enrique Peña Zauner         | 4 tháng 3, 2000   | 0       | 0  | Roda JC               | 2024 Copa América PRE                  |
| TV | Andrés Romero               | 7 tháng 3, 2003   | 3       | 0  | Monagas               | Training module, 31 July–2 August 2023 |
| TV | Yerson Chacón               | 4 tháng 6, 2003   | 1       | 0  | Deportivo Táchira     | Training module, 31 July–2 August 2023 |
| TV | David Martínez              | 7 tháng 2, 2006   | 1       | 0  | Los Angeles FC        | Training module, 31 July–2 August 2023 |
| TV | Edgar Carrión               | 7 tháng 7, 2001   | 0       | 0  | Monagas               | Training module, 31 July–2 August 2023 |
| TV | Anderson Contreras          | 30 tháng 3, 2001  | 0       | 0  | Caracas               | Training module, 31 July–2 August 2023 |
| TV | Maurice Cova                | 11 tháng 8, 1992  | 0       | 0  | Deportivo Táchira     | Training module, 31 July–2 August 2023 |
| TV | Wilfredo Peña               | 3 tháng 5, 2001   | 0       | 0  | Estudiantes de Mérida | Training module, 31 July–2 August 2023 |
| TV | Cristhian Rivas             | 20 tháng 1, 1997  | 0       | 0  | Estudiantes de Merida | Training module, 31 July–2 August 2023 |
| TV | Emerson Ruiz                | 1 tháng 3, 2003   | 0       | 0  | Metropolitanos        | Training module, 31 July–2 August 2023 |
|    |                             |                   |         |    |                       |                                        |
| TĐ | Josef Martínez              | 19 tháng 5, 1993  | 66      | 14 | CF Montréal           | 2024 Copa América PRE                  |
| TĐ | Sergio Córdova              | 9 tháng 8, 1997   | 18      | 0  | Sochi                 | 2024 Copa América PRE                  |
| TĐ | Alejandro Marqués           | 8 tháng 4, 2000   | 3       | 0  | Estoril               | 2024 Copa América PRE                  |
| TĐ | Freddy Vargas               | 1 tháng 4, 1999   | 2       | 0  | Maccabi Bnei Reineh   | 2024 Copa América PRE                  |
| TĐ | Jovanny Bolívar             | 16 tháng 12, 2001 | 0       | 0  | Huesca                | 2024 Copa América PRE                  |
| TĐ | Jan Hurtado                 | 5 tháng 3, 2000   | 10      | 0  | LDU Quito             | v. Guatemala, 24 March 2024            |
| TĐ | Fernando Basante            | 26 tháng 7, 2003  | 0       | 0  | Monagas               | Training module, 31 July–2 August 2023 |
| TĐ | Luifer Hernández            | 28 tháng 4, 2001  | 0       | 0  | Puerto Cabello        | Training module, 31 July–2 August 2023 |
| TĐ | Santiago Rodríguez          | 29 tháng 1, 2001  | 0       | 0  | Zamora                | Training module, 31 July–2 August 2023 |

Chú thích:
- Bị chấn thương hoặc gặp vấn đề thể lực

### Cầu thủ chơi nhiều trận nhất

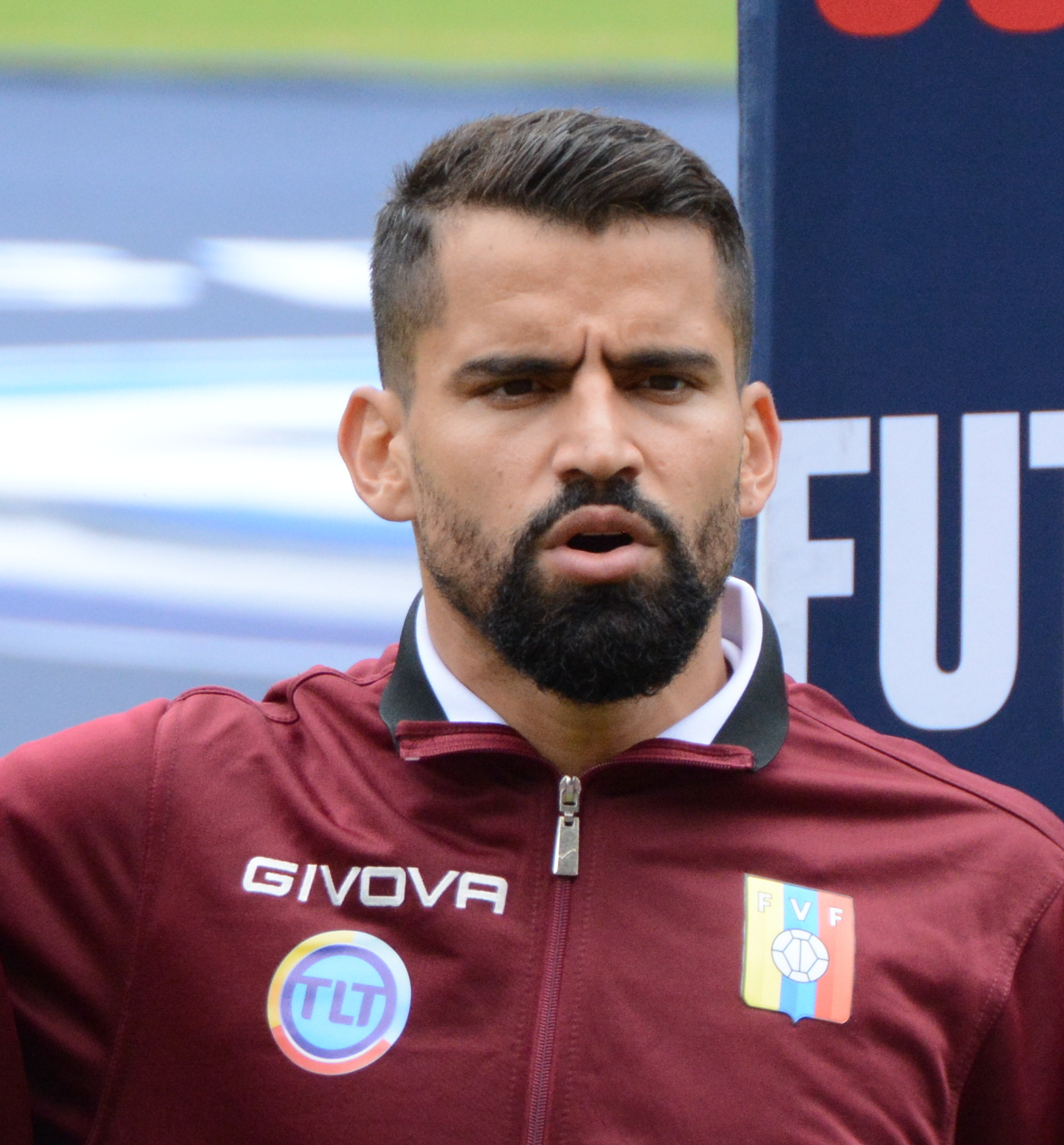
Tiền vệ Tomás Rincón là cầu thủ khoác áo đội tuyển quốc gia nhiều nhất với 132 trận.

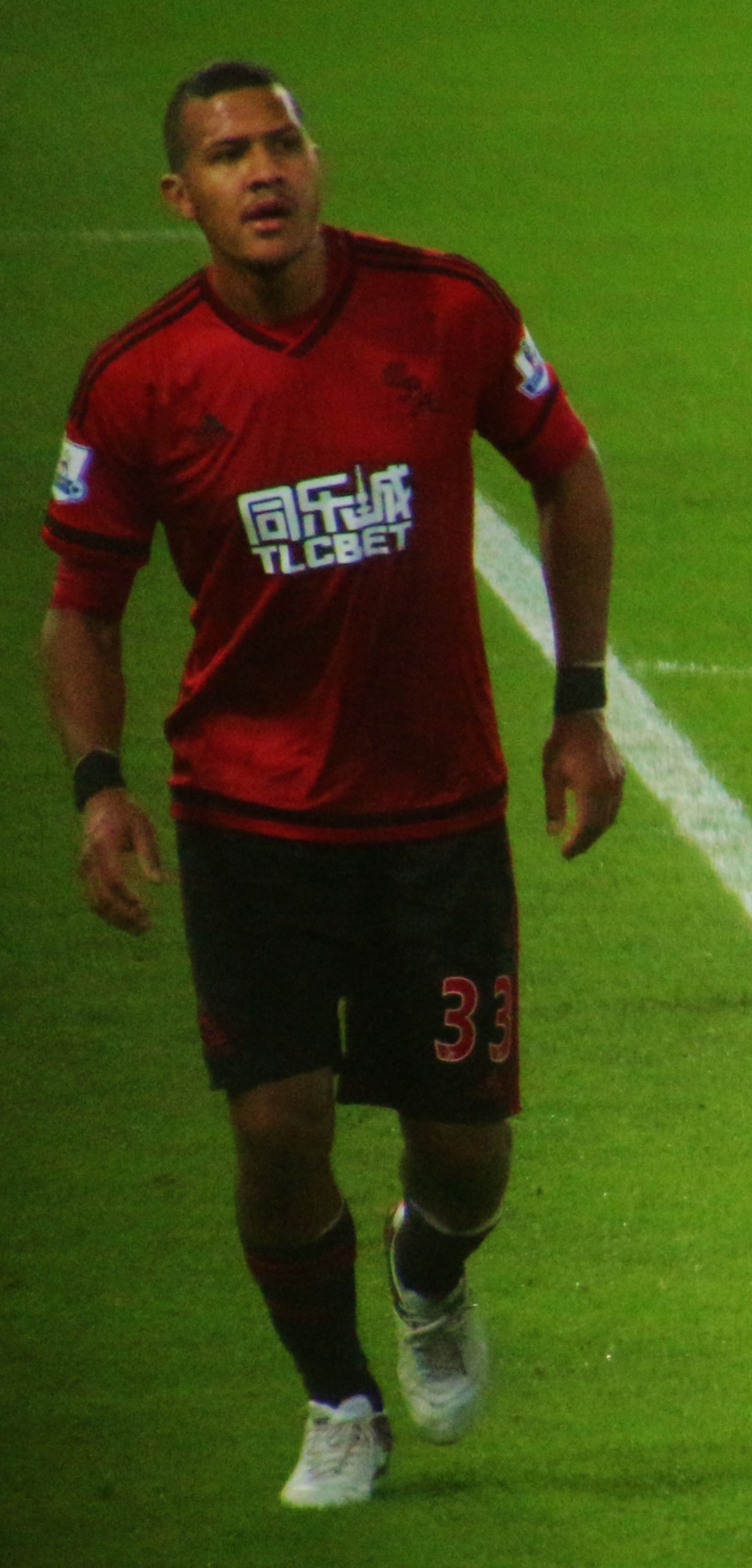
Tiền đạo Salomón Rondón là cầu thủ ghi nhiều bàn thắng nhất cho đội tuyển quốc gia với 44 bàn thắng.

Cầu thủ in đậm vẫn còn thi đấu ở đội tuyển quốc gia.
| STT                         | Tên cầu thủ         | Thời gian thi đấu | Số trận | Bàn thắng |
| --------------------------- | ------------------- | ----------------- | ------- | --------- |
| 1                           | Tomás Rincón        | 2008–             | 135     | 1         |
| 2                           | Juan Arango         | 1999–2015         | 129     | 23        |
| 3                           | José Manuel Rey     | 1997–2011         | 111     | 11        |
| 4                           | Salomón Rondón      | 2008–             | 108     | 44        |
| 5                           | Roberto Rosales     | 2007–             | 95      | 1         |
| 6                           | Jorge Alberto Rojas | 1999–2009         | 88      | 3         |
| 7                           | Miguel Mea Vitali   | 1999–2012         | 84      | 1         |
| 8                           | Oswaldo Vizcarrondo | 2004–2016         | 82      | 8         |
| 9                           | Gabriel Urdaneta    | 1996–2005         | 76      | 9         |
| 10                          | Luis Vallenilla     | 1996–2007         | 75      | 1         |
| Tính đến 5 tháng 7 năm 2024 |                     |                   |         |           |

### Các cầu thủ ghi bàn nhiều nhất
Cầu thủ in đậm vẫn còn thi đấu ở đội tuyển quốc gia.
| STT                         | Tên cầu thủ         | Thời gian thi đấu | Bàn thắng | Số trận | Hiệu suất |
| --------------------------- | ------------------- | ----------------- | --------- | ------- | --------- |
| 1                           | Salomón Rondón      | 44                | 108       | 0.41    | 2008–     |
| 2                           | Giancarlo Maldonado | 22                | 65        | 0.34    | 2003–2011 |
| 2                           | Juan Arango         | 22                | 129       | 0.17    | 1999–2015 |
| 4                           | Ruberth Morán       | 14                | 63        | 0.22    | 1996–2007 |
| 4                           | Josef Martínez      | 14                | 67        | 0.21    | 2011–     |
| 6                           | Miku                | 11                | 50        | 0.22    | 2006–2015 |
| 6                           | Darwin Machís       | 11                | 47        | 0.23    | 2011–     |
| 8                           | Daniel Arismendi    | 10                | 30        | 0.33    | 2006–2011 |
| 8                           | José Manuel Rey     | 10                | 115       | 0.09    | 1997–2011 |
| 10                          | Gabriel Urdaneta    | 9                 | 75        | 0.12    | 1996–2005 |
| Tính đến 5 tháng 7 năm 2024 |                     |                   |           |         |           |

### Cầu thủ nổi tiếng
- Juan Arango
- José Luis Dolgetta
- Rafael Dudamel
- Massimo Margiotta
- Luis Mendoza
- Alejandro Moreno
- Ruberth Morán
- Stalin Rivas
- Gabriel Urdaneta
- Félix Hernandez